# Urs Leimgruber
Urs Leimgruber (Luzern, 1 januari 1952) is een Zwitserse jazzsaxofonist.

## Biografie
In 1972 formeerde Leimgruber met de gitarist Christy Doran, de drummer Fredy Studer en de contrabassist Bobby Burri het Luzernse rockjazzkwartet OM, dat bijna een decennium lang met «Electricjazz-Freemusic» succesvol op tournee was in Zwitserland en Duitsland. Aansluitend speelde hij tot 1987 in het kwartet Reflexionen met Don Friedman, Burri en Joël Allouche en tot 1989 als duo met John Wolf Brennan. Met Joëlle Léandre aan de contrabas, Marilyn Crispell aan de piano en Fritz Hauser aan de drums formeerde hij het kwartet Noir. De samenwerking met Fritz Hauser in duet is door twee tijdens de jaren 1990 opgenomen audio-informatiedragers publiek gedocumenteerd.
Deze op John Coltrane/Rashied Ali terugvallende muziek-instrumentale configuratie in de jazz sinds de tweede helft van de 20e eeuw heeft Leimgruber tijdens de jaren 2010 zowel met de ervaren Roger Turner als ook met de jongere Axel Huber geactualiseerd. Ook het improvisatiekwartet ember toont Leimgruber in samenspel met belangrijke acteurs van de vierde generatie eigentijds geïmproviseerde muziek als Oliver Schwerdt, Alexander Schubert en Christian Lillinger. Een opmerkelijk lange en intensieve samenwerking verbindt hem als trio met Barre Phillips en Jacques Demierre. Leimgrubers artistieke profilering van het saxofoonspel vertoont zich in zijn doorgaande beklemtoning van het niet begeleid solospel en kent hem een bijzonder positiestelsel in de traditielijn toe, die zich uitstrekt van Coltrane via Evan Parker tot in het heden.

## Discografie

### Uitgebrachte audio-informatiedragers
- 1988: Statement of an Antirider (hatHut Records)
- 1990: Ungleich (hatHut Records)
- 1991: L'énigmatique (hatHut Records)
- 1992: Goletter (Unit Records)
- 1993: Duho met Fritz Hauser (Unit Records)
- 1994: Lines (hatHut Records)
- 1994: Behind the Night (B&W)
- 1996: No Try No Fail (hatHut Records)
- 1998: Leimgruber Live Hauser met Fritz Hauser (Plainisphare)
- 1999: Quartet Noir (victo)
- 2000: Blue Log (For4ears)
- 2000: Screen (cod)
- 2000: Nach der Stimme Felix Philipp Ingold, spreker; Urs Leimgruber, saxofoon (cod)
- 2001: Wing Vane (victo)
- 2002: Out of Sound (Leo Records)
- 2003: The Difference between a Fish (Potlatch)
- 2003: e_a.sonata.02 met dem ARTE Quartett (For4Ears)
- 2006: Oullh d'baham met Oliver Schwerdt, Alexander Schubert, Christian Lillinger (Euphorium)
- 2006: 13 Pieces For Saxophone solo (LEO)
- 2010: Twine met Evan Parker (Clean Feed Records)
- 2008: Love Letters to the President met Hans Koch, Omri Ziegele (Intakt)
- 2008: Albeit met Barre Phillips, Jacques Demierre (Jazzwerkstatt)
- 2009: Aurona Arona met Oliver Schwerdt, Alexander Schubert, Christian Lillinger (Creative Sources)
- 2009: Chicago Solo solo (LEO)
- 2012: The Pancake Tour met Roger Turner (Relative Pitch)
- 2015: Lightnings met Axel Huber (Wide Ear)

### Uitgebrachte audio-video-informatiedragers (selectie)
- 2006: Euphorium Live Scenes 2006 met Oliver Schwerdt, Alexander Schubert, Christian Lillinger (Euphorium)

- Bibliothèque nationale de France: cb139630452 (data)
- Gemeinsame Normdatei: 13458967X
- International Standard Name Identifier: 0000 0000 5517 4690
- Library of Congress Control Number: no97056897
- MusicBrainz: 53ed456e-dcdb-4aa7-b8ac-8aa0dcf7fa4c
- Réseau des bibliothèques de Suisse occidentale: 02-A006143321
- Système universitaire de documentation: 156257033
- Virtual International Authority File: 39569026
- WorldCat: E39PBJhCFXVwm8RyGqFJWyc3wC